# Lu Verne
Lu Verne és una població dels Estats Units a l'estat d'Iowa. Segons el cens del 2000 tenia 299 habitants.

## Demografia
Segons el cens del 2000, Lu Verne tenia 299 habitants, 131 habitatges, i 85 famílies. La densitat de població era de 51,1 habitants/km².
Dels 131 habitatges en un 28,2% hi vivien nens de menys de 18 anys, en un 50,4% hi vivien parelles casades, en un 9,9% dones solteres, i en un 35,1% no eren unitats familiars. En el 28,2% dels habitatges hi vivien persones soles el 14,5% de les quals corresponia a persones de 65 anys o més que vivien soles. El nombre mitjà de persones vivint en cada habitatge era de 2,28 i el nombre mitjà de persones que vivien en cada família era de 2,78.
Per edats la població es repartia de la següent manera: un 22,7% tenia menys de 18 anys, un 9,4% entre 18 i 24, un 26,4% entre 25 i 44, un 22,1% de 45 a 60 i un 19,4% 65 anys o més.
L'edat mediana era de 38 anys. Per cada 100 dones de 18 o més anys hi havia 102,6 homes.
La renda mediana per habitatge era de 30.625 $ i la renda mediana per família de 34.500 $. Els homes tenien una renda mediana de 21.429 $ mentre que les dones 20.000 $. La renda per capita de la població era de 16.281 $. Entorn del 14,5% de les famílies i el 13,8% de la població estaven per davall del llindar de pobresa.

## Poblacions més properes
El següent diagrama mostra les poblacions més properes.